# Беме (приток Китильгины)
Беме — река на полуострове Камчатка в России. Протекает по территории Мильковского района. Длина реки — 23 км.
Начинается в ложбине между горами Баласан и Кудряш. Течёт в северо-западном направлении, в верховьях по горам, в среднем и нижнем течении — по равнине, поросшей берёзовым лесом. Впадает в реку Китильгина справа на расстоянии 63 км от её устья на высоте 141,4 метра над уровнем моря.
По данным государственного водного реестра России относится к Анадыро-Колымскому бассейновому округу.
- Код водного объекта — 19070000112120000013901[2].

Притоки:
- правые: Вершинная, Вачкунец, Савульч[3].